# ミスヤンチャン学園・飯田橋女子高校〜とどけ!乙女の想い〜KISS部
『ミスヤンチャン学園・飯田橋女子高校〜とどけ!乙女の想い〜KISS部』（みすやんちゃんがくえん　いいだばしじょしこうとうがっこう　とどけ!おとめのおもい　きすぶ）は、2013年の日本の青春映画。
2012年11月23日に制作発表。ヤングチャンピオンを発行する秋田書店が製作、配給にかかわっており、2012年時点でのミスヤングチャンピオン受賞者、ファイナリストが16名出演している。
2013年1月30日に劇場公開。2月25日にDVD発売イベントをソフマップで行った。

## ストーリー
伝統ある飯田橋女子高周辺で女子生徒の唇を奪うキス魔が出没。ファーストキス未経験の仲良し3人組は、キス魔に唇を奪われる前に、上品かつ上品でエレガントなキスができる女子を目指してキス部を結成。ファーストキス成功という部活動を邁進する中、邪魔者が入ってくる。

## 登場人物

### 飯田橋女子高校キス部
未来
演 - 青野未来
紗理依
演 - 池上紗理依
沙也加
演 - 春日沙也加

### 飯田橋女子高校の生徒および関係者
生徒会会長・美咲
演 - 相原美咲
生徒会副会長・綾里子
演 - 村瀬綾里子
香織先生
演 - 由井香織
くるみ
演 - 渡辺くるみ
愛心
演 - 愛心
麻美
演 - 長瀬麻美
美有
演 - 矢野目美有
生活指導・岡咲先生
演 - 岡咲翔子
男性教諭・小柳先生
演 - 小柳歩

#### キス部ライバル
ほのか
演・白崎ほのか　
葵
演・村瀬葵　
唯奈
演・芝崎唯奈　

### その他
未来の姉、桃
演・伊藤桃　

## スタッフ
- 監督・脚本：ウンノヨウジ
- 脚本：加納健詞
- 制作プロデューサー・企画・総指揮：棟方貴史
- スーパーバイザー：牧内真一郎（ヤングチャンピオン編集部編集長）・中村顕一（ヤングチャンピオン編集部）
- プロデューサー：高橋是彦（ミスヤングチャンピオン事務局）
- 製作総括：パワーギャングワークス
- 製作：NO!FILM
- 挿入歌：ミスヤンチャン学園・飯田橋女子高校合唱部「GOAL～未来への光」